# Commune mixte
Nell'ordinamento del Canton Berna il commune mixte è una forma di organizzazione amministrativa derivante dalla fusione del comune politico con il comune patriziale prevista da una legge del 1852 e adottata dalla maggior parte dei comuni cattolici del Giura Bernese e del Canton Giura.